# Étienne Pardoux
Étienne Pardoux (1947) é um matemático francês, que trabalha na área da cálculo estocástico, em particular equações diferenciais parciais estocásticas. É professor da Universidade de Aix-Marselha.
Obteve um doutorado em 1975 na Universidade Paris-Sul, orientado por Alain Bensoussan e Roger Temam.
Juntamente com Peng Shige fundou a teoria das equações diferenciais estocásticas retrógradas.
Foi palestrante convidado do Congresso Internacional de Matemáticos em Zurique (1994: Backward Stochastic Differential Equations and Applications).